# Seisla
Seisla ist eine Gemeinde in der Verwaltungsgemeinschaft Ranis-Ziegenrück im thüringischen Saale-Orla-Kreis.

## Geographie
Seisla liegt an der Straße von Könitz nach Ranis.

### Gemeindegliederung
Die Gemeinde besteht aus den Ortsteilen Seisla und Wöhlsdorf.

### Nachbargemeinden
Angrenzende Gemeinden sind (im Uhrzeigersinn) Krölpa, die Stadt Ranis, Schmorda und Wilhelmsdorf.

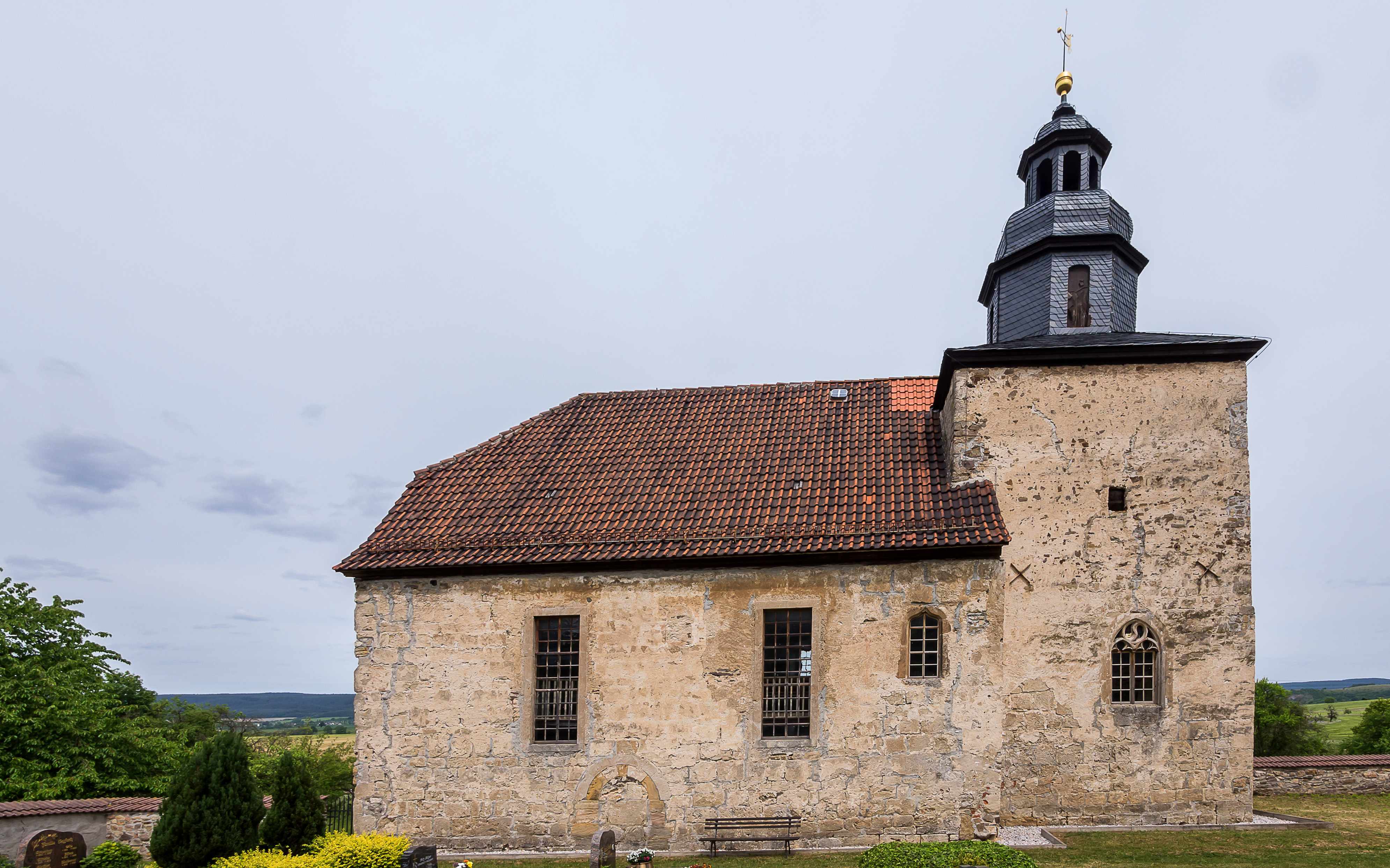
Dorfkirche

## Geschichte
Seisla wurde am 30. September 1381 erstmals urkundlich erwähnt. Im Jahre 1230 wurde schon eine Wehrkirche erbaut. Sie wurde später durch die heutige Saalkirche ersetzt. Seisla gehörte bis 1815 zum kursächsischen Amt Arnshaugk und kam nach dessen auf dem Wiener Kongress beschlossenen Abtretung an den preußischen Landkreis Ziegenrück, zu dem der Ort bis 1945 gehörte.
Der Ortsteil Wöhlsdorf entwickelte sich erst nach dem Zweiten Weltkrieg aus einem Rittergut und einigen kleineren Gehöften.

### Einwohnerentwicklung
Entwicklung der Einwohnerzahl (ab 1994: Stand jeweils 31. Dezember):
| - 1933: 140 - 1939: 137 - 1994: 165 - 1995: 173 - 1996: 171 - 1997: 171 - 1998: 165 | - 1999: 166 - 2000: 163 - 2001: 163 - 2002: 174 - 2003: 173 - 2004: 171 - 2005: 164 | - 2006: 159 - 2007: 157 - 2008: 157 - 2009: 150 - 2010: 158 - 2011: 151 - 2012: 146 | - 2013: 145 - 2014: 145 - 2015: 144 - 2016: 141 - 2017: 144 - 2018: 140 - 2019: 135 | - 2020: 141 - 2021: 136 - 2022: 128 - 2023: 123 - 2024: 119 |

Datenquelle ab 1994: Thüringer Landesamt für Statistik

## Wappen
In Blau schwebt über zwei silbergerandete rote bis zur Mitte reichende Sparren eine goldene Waage und ein darüber mit der Schneide nach links weisendes goldenes Schwert.